# Albosaggia
Albosaggia (lombardul: Busasgia) település Olaszországban, Sondrio megyében. Lakosainak száma 2990 fő (2023. január 1.). Albosaggia Caiolo, Castione Andevenno, Montagna in Valtellina, Piateda, Faedo Valtellino és Sondrio községekkel határos.

## Népesség
A település népességének változása:
| Lakosok száma | 3072 | 3020 | 2990 |
|               | 2017 | 2018 | 2023 |